# Femundsmarka nationalpark
Femundsmarka nasjonalpark är en norsk nationalpark belägen i Femundsmarka i fylkena  Trøndelag och Hedmark. Nationalparken gränsar i öster mot Sverige och i väster mot sjön Femunden. Parken inrättades 9 juli 1971 och omfattade då en yta av 381 km². Den utökades 21 februari 2003 till 573 km².
Över 10 procent av Femundsmarka nasjonalpark utgörs av vatten. Många vattendrag rinner från öster ned mot Femunden. De största vattendragen är Røa och Mugga. Vattnen har rika fiskbestånd. De viktigaste arterna är sik, öring, röding, harr, gädda, lake och abborre. Det är också ett viktigt häckningsområde för fåglar som lever i våtmarken.
Förutom vatten består området av tallskog, blockmark och låga fjällryggar. Den högsta punkten är Stor-Svuku, 1415 m ö.h. Femundsmarka är Norges sydligaste samedistrikt och har använts för renbete sedan 1600-talet. Femundsmarka är även ett populärt friluftsområde med vandringsleder och övernattningsstugor.